# مراد سعيد
مراد سعيد (بالأردوية: مراد سعید)‏ (بالإنجليزية: Murad Saeed)‏ هو سياسي باكستاني، ولد في 17 أغسطس 1986 في سوات في باكستان. حزبياً، نشط في حركة الإنصاف الباكستانية. وقد انتخب عضو الدورة ال 15 في الجمعية الوطنية في باكستان ‏ عن دائرة إن إيه-4 وقد انضم خلال فترته النيابية ‏ للكتلة البرلمانية حركة الإنصاف الباكستانية وانتخب عضو الدورة الرابعة عشر في الجمعية الوطنية في باكستان ‏ عن دائرة NA-29 (Swat-I) ‏ وقد انضم خلال فترته النيابية ‏ (1 يونيو 2013 – ) للكتلة البرلمانية حركة الإنصاف الباكستانية وانتخب عضو الجمعية الوطنية في باكستان.